# Sogno di una notte di mezza estate
Sogno di una notte di mezza estate (A Midsummer Night's Dream) è una commedia di William Shakespeare. Scritta intorno al 1595, è la più famosa tra le opere di argomento comico del drammaturgo.

## Trama
Ad Atene fervono i preparativi del matrimonio tra Teseo e Ippolita, regina delle Amazzoni. A Teseo si presenta Egeo, padre di Ermia, coi due giovani pretendenti della figlia, Lisandro e Demetrio, per chiedere il suo giudizio: Ermia è innamorata di Lisandro, ricambiata, e rifiuta di sposare Demetrio. I due ragazzi sono pari per ricchezze, lignaggio e reputazione, ma Egeo preferisce Demetrio e le suppliche della figlia non lo toccano. Se Ermia rifiuta Demetrio, sarà condannata a morte o rinchiusa in un convento a vita, e anche Teseo è dell'avviso che la giovane debba rispettare l'autorità paterna. Finita l'udienza, i due innamorati decidono di scappare quella notte, dandosi appuntamento nel bosco fuori città, per potersi sposare una volta lontani. Ermia confida il piano all'amica Elena, che era l'amante di Demetrio, prima che lui s'infatuasse di Ermia: per questo Elena tradisce il segreto e rivela a Demetrio il piano, convinta che Demetrio la ringrazierà. Demetrio invece si lancia all'inseguimento dei due, deciso a uccidere Lisandro e prendersi Ermia, seguito a sua volta da Elena.
Il bosco però è un regno di fate, pieno di misteri e insidie, e qui s'intrecceranno le storie di altri personaggi. I sovrani delle fate, Oberon e Titania, si stanno contendendo il figlio di un'amica umana di Titania per farne un paggio e il bimbo rimane a Titania. Per avere il bambino paggio, Oberon allora ingaggia il folletto Puck, perché colga una viola del pensiero da cui spremere il succo sugli occhi della moglie addormentata; questo farà invaghire la regina del primo essere, persona o animale, che vedrà al risveglio; quindi, nel piano di Oberon, essa dimenticherà del resto e cederà al re delle fate il suo servitore senza protestare. Mentre attende Puck, assiste a un dialogo fra Elena e Demetrio che passano di là e chiede a Puck di versare il medesimo succo anche negli occhi di Demetrio per aiutare la sua spasimante. Per errore, Puck spreme il succo sugli occhi di Lisandro, che al risveglio vede Elena  e se ne innamora perdutamente, con grande disappunto di Ermia.         

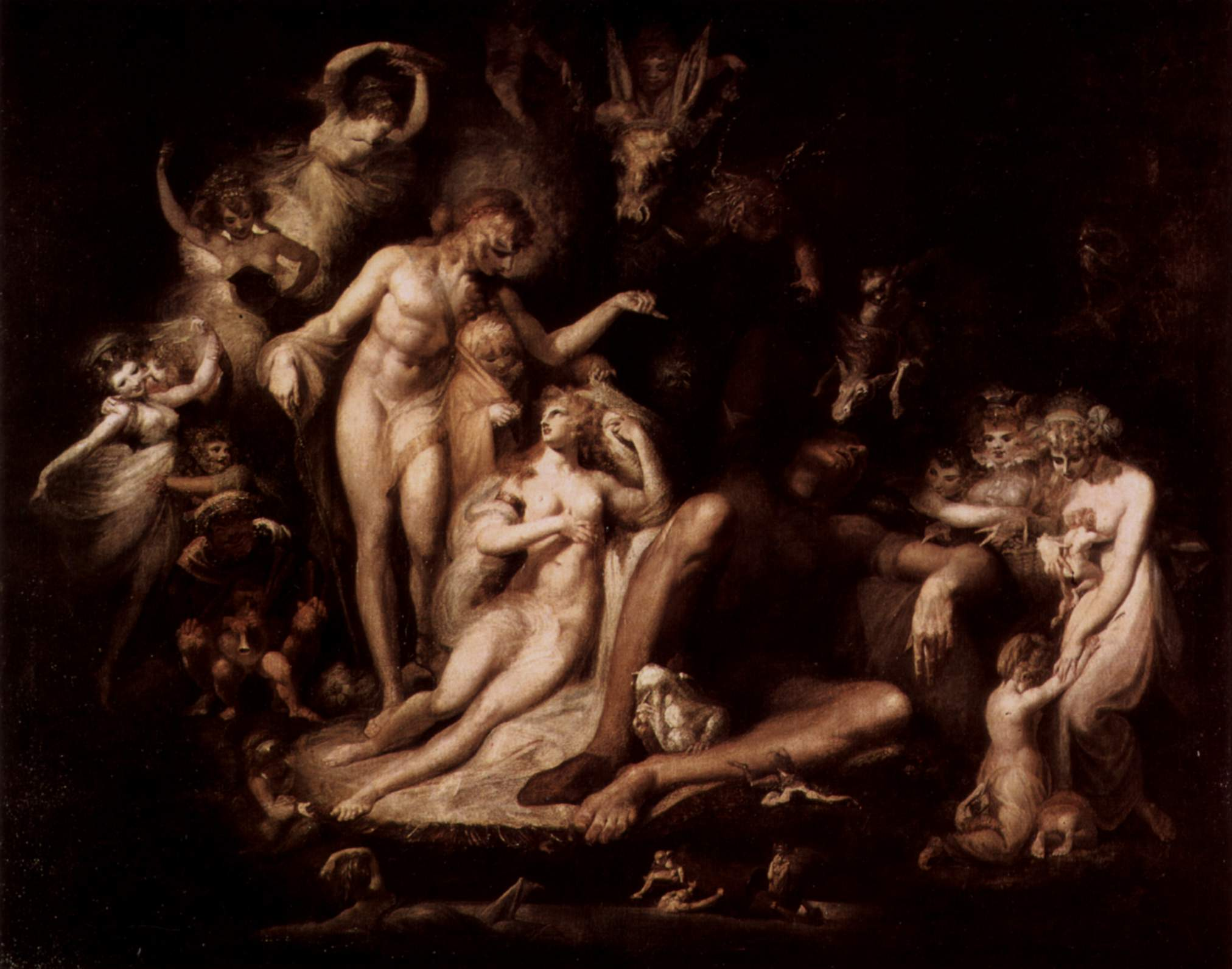
Johann Heinrich Füssli, Matrimonio di Titania (1775-1790).

Nel bosco si sono radunati anche alcuni artigiani della città, che provano uno spettacolo teatrale con cui allietare le nozze di Teseo e Ippolita. Puck, indignato dal fatto che stanno facendo le prove così vicino a dove Titania dorme, fa loro uno scherzo: l'artigiano Bottom si ritrova con la testa trasformata in quella di un asino, i suoi compagni fuggono via terrorizzati e lui crede che lo stiano prendendo in giro per spaventarlo. Sarà proprio Bottom la prima persona di cui si innamorerà Titania al suo risveglio per l'effetto della viola del pensiero.
Oberon si accorge dell'errore di Puck e gli ordina di portare Elena sul posto; intanto versa il succo della viola del pensiero negli occhi di Demetrio. Così ora sia Lisandro che Demetrio vogliono sposare Elena. Elena però crede che si stiano prendendo gioco di lei, perché prima nessuno la desiderava, e quando Ermia si mostra contrariata nel vedere Lisandro che corteggia l'amica, le due cominciano a litigare. Oberon lo prende per una birbonata di Puck; il folletto spiega il suo errore, e Oberon gli ordina di risistemare il disguido tra gli innamorati. Il folletto cala sui quattro ragazzi una nebbia fatata, che li disperde e li addormenta, e versa il succo di un'altra erba negli occhi di Lisandro, che torna ad amare Ermia.
A questo punto Titania incontra Oberon, che realizza il suo scopo, per fare anche a lei la contro-magia. Puck ritramuta il povero Bottom, ed essendo ormai la notte alla fine se ne vanno, sicché tutto è accomodato: Oberon e Titania sono riconciliati e i quattro giovani sono due coppie.
Questi vengono trovati addormentati al limitare del bosco il giorno dopo da Ippolita e Teseo, che, dopo aver ascoltato i loro racconti, decide che anche i quattro giovani si sposino quel giorno insieme a lui e Ippolita. Egeo, sopraggiunto dopo aver cercato la figlia tutta la notte, può solo acconsentire, dato che ormai Demetrio ama Elena ed Ermia ama Lisandro. La notizia degli imminenti tre matrimoni manda in agitazione il villaggio, compresi i lavoratori ateniesi che stavano provando la commedia nel bosco, che però sono senza il personaggio principale della loro commedia, Piramo, che doveva essere interpretato da Bottom, da loro abbandonato nel bosco con la testa d'asino: il morale è a terra. Fortunatamente il protagonista, che sperava di provare tutte le parti possibili, di ritorno dal bosco, entra in scena proprio in questo momento di sconforto, pronto allo spettacolo. Ricordando vagamente gli eventi della notte, spera tra sé e sé che Quince faccia del "sogno" di Bottom l'argomento di uno scritto. 
Al palazzo, Teseo, nonostante i dubbi del cerimoniere, sceglie proprio il loro spettacolo, ritenendo che una cosa offerta con tanta buona volontà non possa essere rifiutata. Inoltre, ha la sensazione che la rappresentazione sarà divertente a dispetto della trama e sicuramente interessante. A questo punto parte lo spettacolo nello spettacolo: gli artigiani, generando un'atmosfera comica, mettono in scena una goffa versione della tragedia, che comprende anche un personaggio nel ruolo del leone, uno nel chiaro di luna e un altro nella parte del muro. Degna di nota la performance dell'artigiano Francis Flute, che interpreta Tisbe. La tragedia diventa una farsa che fa ridere il pubblico fino alle lacrime, incluso Teseo, che ricompensa gli artigiani. La commedia si chiude la stessa notte, con Oberon e Titania che benedicono il palazzo addormentato e Puck che saluta il pubblico.

## Rappresentazioni e adattamenti

### IlSognoa teatro

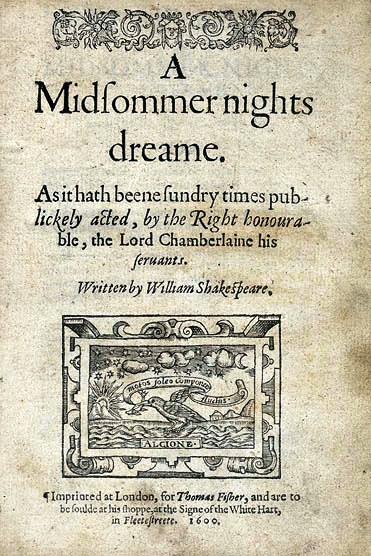
Frontespizio del primo quarto (1600).

Dopo l'esordio la commedia non fu mai rappresentata nella versione integrale fino alla metà del XIX secolo; nel 1692 ci fu però un adattamento musicale di Henry Purcell intitolato The Fairy Queen, una versione ridotta dove Bottom era il personaggio principale.

### IlSognonell'epoca Vittoriana
Nel 1840 Madame Vestris rappresentò la commedia integrale a Covent Garden, inserendovi intermezzi musicali e balletti; lei stessa interpretò il ruolo di Oberon, e per settant'anni i personaggi di Oberon e Puck furono interpretati da donne. Dopo il successo dell'adattamento di Vestris, il teatro del XIX secolo continuò a considerare il Sogno di una notte di mezza estate un'occasione per uno spettacolo imponente recitato da un centinaio di attori. Le ambientazioni sceniche raffiguranti il palazzo e la foresta venivano curate nei minimi particolari, e le fate venivano rappresentate da danzatrici con le ali di finissima tela di garza.
Nel 1841 Federico Guglielmo IV di Prussia chiamò a Berlino il compositore tedesco Felix Mendelssohn, per ambiziosi progetti di allestimenti di tragedie greche e drammi shakespeariani con musiche di scena scritte appositamente per essi. Mendelssohn compose quelle per il Sogno di una notte di mezza estate, nelle quali riutilizzò l'omonima ouverture (Ein Sommernachtstraum, op. 21) scritta nel 1826.

### Granville-Barker, Max Reinhardt e altri

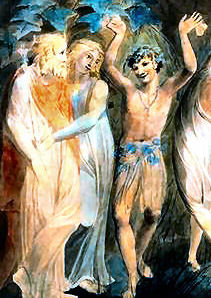
Particolare da Oberon, Titania and Puck with Fairies Dancing, acquarello su carta del 1786, alla Tate Gallery di Londra.

All'inizio del XX secolo ci fu una reazione a questa fastosità. Harley Granville-Barker, direttore artistico d'avanguardia, nel 1914 introdusse una moderna messa in scena della, eliminando il cast numeroso e la musica di Mendelssohn, sostituita dalla musica popolare dell'età elisabettiana; invece di sfarzosi apparati scenici collocò una semplice scenografia fatta di tele decorate a disegni; usò un'immagine delle fate del tutto originale, viste come creature dalla forma di insetti robot, simili agli idoli cambogiani. Semplicità ed enfasi sull'estro della direzione artistica hanno continuato a prevalere anche nelle successive rappresentazioni teatrali.
Max Reinhardt mise in scena il Sogno di una notte di mezza estate per tredici volte tra il 1905 ed il 1934, introducendo una scenografia girevole. Fuggito dalla Germania, nel settembre del 1934 inventò un adattamento scenico all'aperto, ancora più spettacolare, all'Hollywood Bowl. La copertura fu tolta e sostituita da una foresta piantata su tonnellate di immondizia portata per l'occasione e fu costruita un'impalcatura che il corteo nuziale, sceso dalle colline al palcoscenico con le torce, attraversava nell'intervallo tra il quarto ed il quinto atto. Tra gli attori John Lodge, William Farnum, Sterling Holloway, la diciottenne Olivia de Havilland e Mickey Rooney. Le musiche di Mendelssohn furono orchestrate da Erich Wolfgang Korngold (il giovane compositore austriaco proseguì la sua carriera a Hollywood). Dato il successo di questa rappresentazione, la Warner Brothers e Reinhardt firmarono un contratto per farne un film, il secondo tratto da un'opera di Shakespeare dopo La bisbetica domata, interpretato da Douglas Fairbanks e Mary Pickford nel 1929. Rooney (Puck) e De Havilland (Ermia) erano gli unici attori provenienti dal cast teatrale.

### Brook e oltre
Un'altra realizzazione che fece epoca fu quella di Peter Brook nel 1971. Brook abbandonò tutte le forme di rappresentazione tradizionali, ambientando la commedia in una scatola bianca vuota, in cui fate maschili eseguivano esercizi circensi, come il trapezio; introdusse l'idea, diventata poi comune, del doppio ruolo: Teseo/Oberon e Ippolita/Titania, come a voler dire che il mondo delle fate rispecchia il mondo delle persone. L'idea di Brook spinse i direttori artistici a prendersi la libertà di farsi guidare dalla propria fantasia e decidere autonomamente che significato attribuire alla commedia e come trasferirlo sul palcoscenico. In particolare, è diventato frequente l'elemento legato alla sessualità, poiché molti registi associano il "palazzo" a un simbolo di costrizione e di repressione, mentre il "bosco" può indicare la sessualità selvaggia e incontrollabile, che è sia liberatoria che terribile.

### Trasposizioni cinematografiche

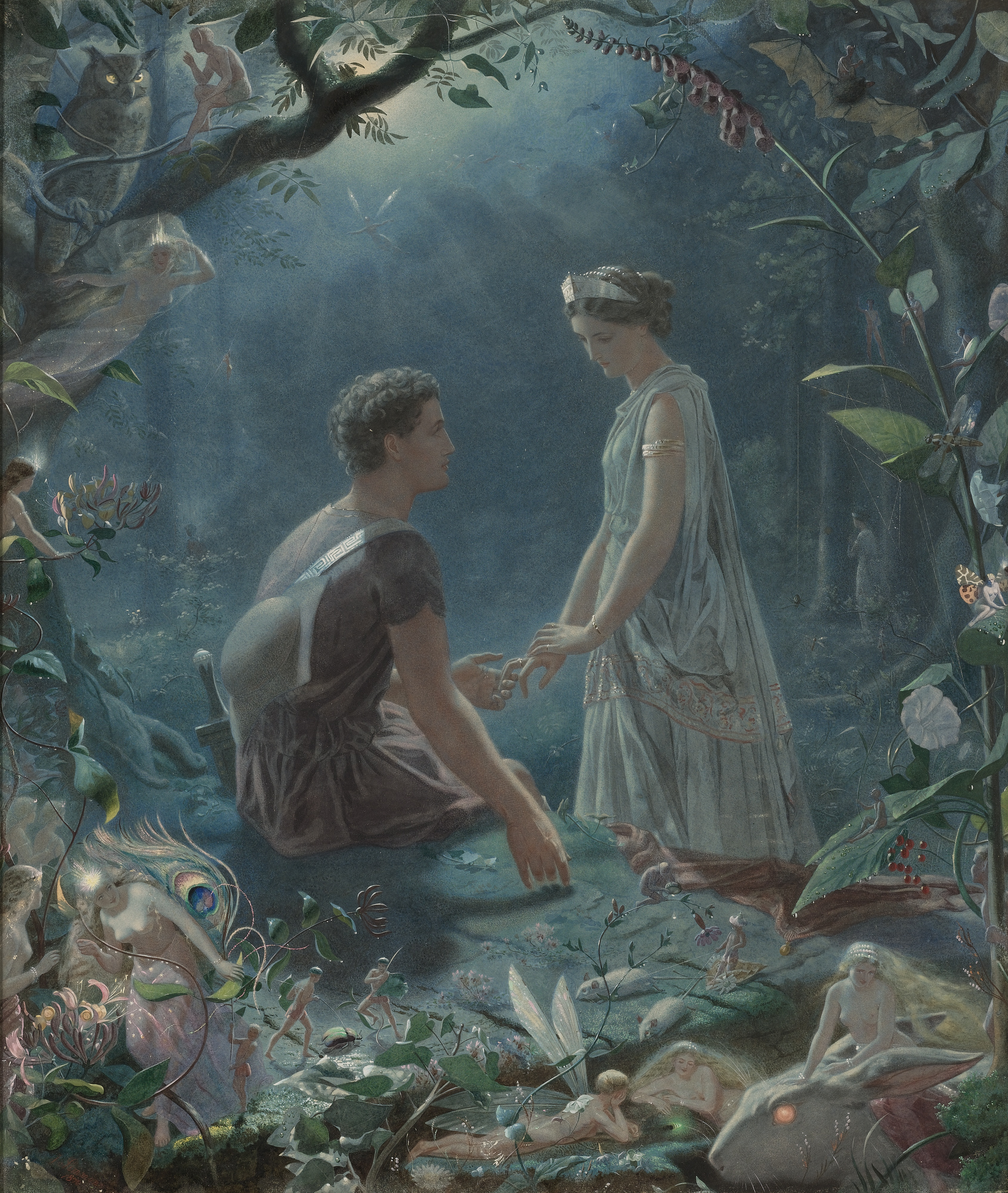
John Simmons, Ermia & Lisandro, acquerello (1870).

La commedia di Shakespeare ha ispirato diversi film.
Uno dei primi fu quello di Max Reinhardt e William Dieterle, che vinse due Academy Awards. Nel 1968 Peter Hall interpretò le atmosfere psichedeliche degli anni sessanta con una pellicola basata sulla famosa produzione di Hall Royal Shakespeare Company, d'avanguardia per l'epoca. Judi Dench recitava nella parte di Titania.
Un altro film basato su una produzione della Royal Shakespeare Company fu quello del 1996 diretto da Adrian Noble. Nel 1999 Michael Hoffman riunì un cast hollywoodiano: Kevin Kline nel ruolo di Bottom, Michelle Pfeiffer nel ruolo di Titania, Sophie Marceau nel ruolo di Ippolita, Calista Flockhart in quello di Elena, Rupert Everett in quello di Oberon e Christian Bale di Demetrio.
Questo adattamento trasferisce il luogo in cui si svolge la commedia in Toscana alla fine del XIX secolo.
Un particolare adattamento cinematografico dell'opera è il film argentino Amapola, del regista Eugenio Zanetti, prodotto nel 2014 da Fox International. La trama vede gli inquilini di un hotel interpretare l'opera di Shakespeare, ma nello stesso tempo tutto l'hotel è protagonista di intrecci amorosi e magie. Si tratta di una interpretazione in stile "reality", dove la realtà intreccia la magia, il musical e il teatro in un mix elegante e ricercato, ispirandosi puntualmente all'opera shakespeariana. Tra gli attori vi sono Camilla Belle, Francois Arnauld e Geraldine Chaplin.
In seguito i registi spagnoli Ángel de la Cruz e Manolo Gómez hanno realizzato un film d'animazione intitolato Una magica notte d'estate, liberamente ispirato al Sogno di una notte di mezza estate.

### Altri adattamenti

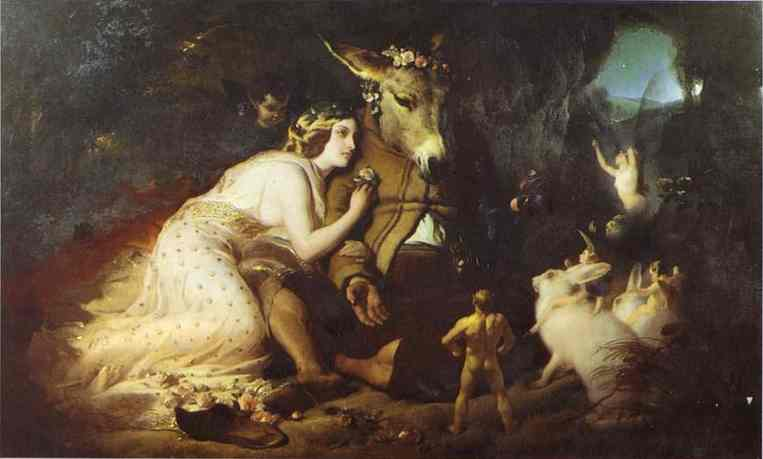
Sir Edwin Landseer: Scene From A Midsummer Night's Dream, Titania and Bottom (1848).

Il numero 36 della serie di fumetti italiana Dylan Dog si intitolava Incubo di una notte di mezza estate, palesemente ispirato all'opera di Shakespeare.
Una delle storie a fumetti di Corto Maltese, ideato e disegnato da Hugo Pratt, s'intitola Sogno di un mattino di mezzo inverno ed è chiaramente ispirata al Sogno di Shakespeare. Infatti, anche se ambientata durante la prima guerra mondiale, vi appaiono i personaggi di Oberon, Titania e Puck, risvegliati assieme al mago Merlino e alla fata Morgana per difendere il suolo britannico dall'invasione tedesca e quindi dai personaggi mitologici sassoni (tra i quali valchirie e troll).
Un'ouverture e intermezzi musicali furono composti da Mendelssohn nel 1826 e usati in molte versioni teatrali durante il XIX secolo.
Fu adattata a opera musicale con musiche di Benjamin Britten e libretto di Britten e Peter Pears, rappresentata per la prima volta a Aldeburgh il primo giugno 1960, per la regia di John Copley.
Divenne un comic book (giornalino a fumetti nel formato classico americano) per opera di Neil Gaiman per la serie The Sandman. La versione vinse diversi premi e si distinse per essere l'unica opera a fumetti che ottenne un World Fantasy Award.
Il recente libro Magic Street di Orson Scott Card si rifà all'opera, vista come una continuazione della commedia, ritenendo che la trama, in realtà, avesse preso spunto da vere interazioni con i personaggi delle fiabe.
La serie animata Gargoyles recupera alcuni elementi della commedia di Shakespeare. Oberon appare come sovrano della "terza razza" dopo aver deposto sua madre, la regina Mab. Essa comprende tutte le creature magiche (comprese quelle delle mitologie di tutto il mondo). La razza include anche Titania, Puck e le strane sorelle (le tre streghe di Macbeth) e popola l'isola di Avalon.
Nel manga Il grande sogno di Maya di Suzue Miuchi, nei volumi 21 e 22 la protagonista Maya recita nel ruolo di Puck in una rappresentazione delle compagnie Tsukikage e Unicorno in un parco all'aperto. Si tratta di una rappresentazione dell'intera opera.
La storia Zio Paperone e la polvere di stelle, pubblicata su Topolino nel 1988, è liberamente ispirata a Sogno di una notte di mezza estate.
Il musical Puck della compagnia teatrale giapponese Takarazuka Revue è liberamente ispirato a Sogno di una notte di mezza estate.
Un albo di Alan Ford s'intitola Sogno di una notte di mezzo inverno.
La trilogia di libri fantasy di Lesley Livingston, che comprende Wondrous Strange, Darklight e Tempestuous è liberamente ispirata al Sogno di una notte di mezza estate.
Il film diretto da George Lucas e prodotto dalla Touchstones, Strange Magic, è liberamente ispirato al Sogno di una notte di mezza estate.
I Beatles eseguirono, seppure in modo molto comico e "disordinato", il quinto atto della prima scena dell'opera durante lo show Around The Beatles, per celebrare il quattrocentesimo anniversario della nascita di Shakespeare. Paul McCartney interpretava Piramo, John Lennon Tisbe, George Harrison il Chiaro di Luna e Ringo Starr il Leone.